# Genova (tỉnh)
Tỉnh Genova (tiếng Ý Provincia di Genova) là một tỉnh cũ ở vùng Liguria củaÝ. Tỉnh lỵ là thành phố Genova. Từ năm 2015, tỉnh bị thay thế bằng thành phố trung tâm Genova.
Tỉnh này có diện tích 1.838 km², tổng dân số là 890.863 người (2006). Có 67 đô thị ở trong tỉnh này  Lưu trữ ngày 7 tháng 8 năm 2007 tại Wayback Machine.
Tỉnh lỵ nằm ở chân núi ở vịnh Genova.